# Jordan Pruitt

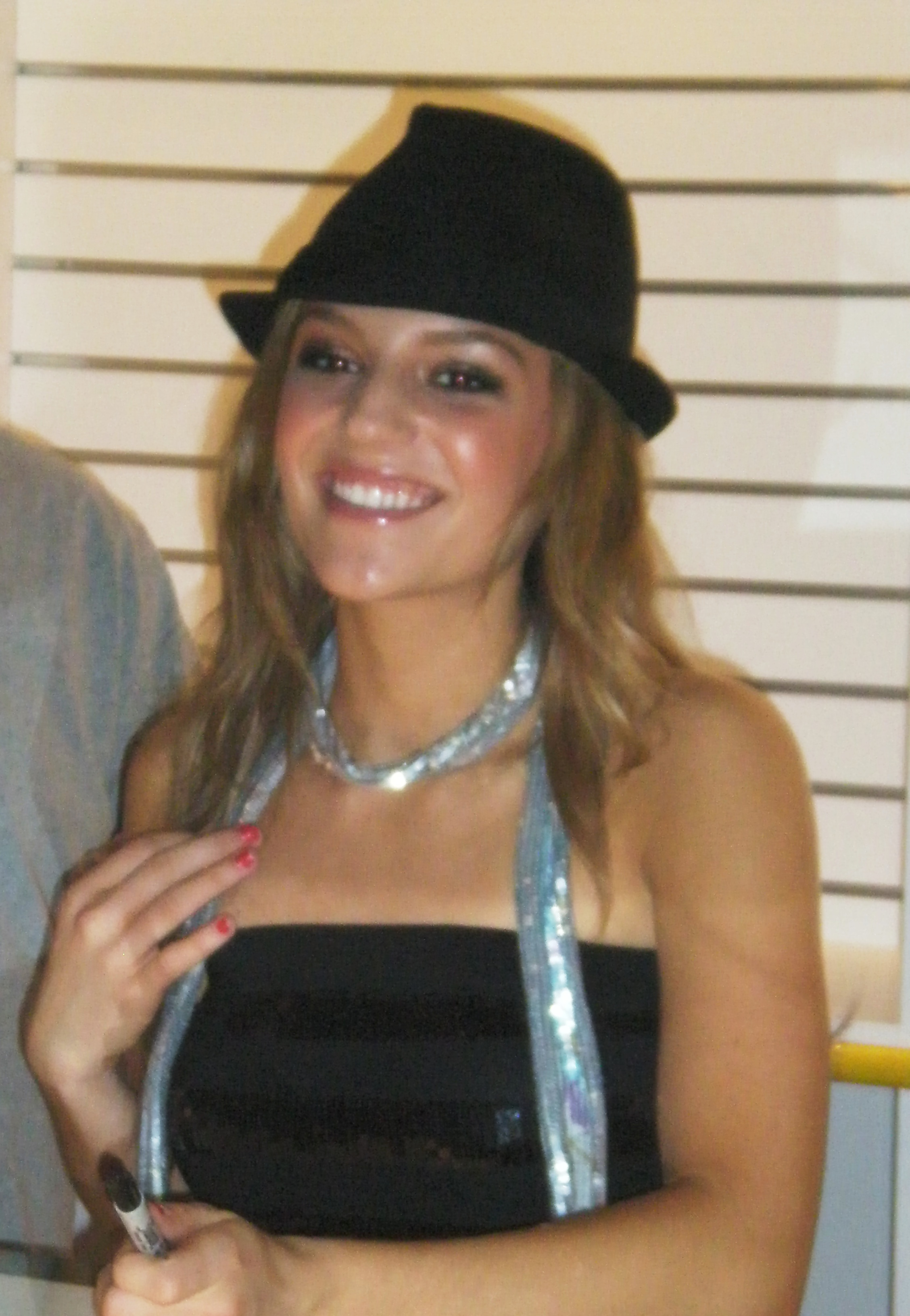
Jordan Pruitt bei einer Autogrammstunde (2008)

Jordan Lynne Pruitt (* 19. Mai 1991 in Loganville, Georgia) ist eine US-amerikanische Pop-Sängerin und Songwriterin.

## Karriere
Jordan Pruitt wurde mit 13 Jahren entdeckt. Einer ihrer ersten Auftritte fand bei High School Musical: The Concert und Cheetah Girls: The Concert statt.
2007 brachte sie ihre erste Single Outside looking In heraus.
Ihre bekannteste Single ist aber Jump to the Rhythm, die auch auf ihrem Debütalbum No Ordinary Girl erschienen ist und im Soundtrack zu Jump In! auf der CD ist.

## Diskografie

### Studioalben
| Jahr | Titel            | Höchstplatzierung, Gesamtwochen, AuszeichnungChartsChartplatzierungen (Jahr, Titel, Platzierungen, Wochen, Auszeichnungen, Anmerkungen) | Anmerkungen                           |
| Jahr | Titel            | US | Anmerkungen                           |
| ---- | ---------------- | --- | ------------------------------------- |
| 2007 | No Ordinary Girl | US64 (3 Wo.)US | Erstveröffentlichung: 6. Februar 2007 |

Weitere Veröffentlichungen
- 2008: Permission To Fly

### Singles
| Jahr | Titel Album                         | Höchstplatzierung, Gesamtwochen, AuszeichnungChartsChartplatzierungen (Jahr, Titel, Album, Platzierungen, Wochen, Auszeichnungen, Anmerkungen) | Anmerkungen                         |
| Jahr | Titel Album                         | US | Anmerkungen                         |
| ---- | ----------------------------------- | --- | ----------------------------------- |
| 2006 | Outside Looking In No Ordinary Girl | US77 (2 Wo.)US | Erstveröffentlichung: Juni 2006     |
| 2006 | Jump to the Rhythm No Ordinary Girl | US54 (4 Wo.)US | Erstveröffentlichung: Dezember 2006 |